# Івановська (Вілегодський район)
Івановська (рос. Ивановская) — присілок в Вілегодському районі Архангельської області Російської Федерації.
Населення становить 15 осіб. Входить до складу муніципального утворення Вілегодський муніципальний округ.

## Історія
До 2020 року входихо до складу муніципального утворення Селянське муніципальне утворення.

## Населення
| 2002 | 2010 | 2012 |
| ---- | ---- | ---- |
| 32   | ↘16  | ↘15  |